# Vader (Band)
Vader ist eine 1983 gegründete polnische Death-Metal-Band aus Olsztyn.

## Bandgeschichte
Vader wurde im Herbst 1983 vom Bassisten Piotr „Peter“ Wiwczarek und dem Gitarristen Zbigniew „Vika“ Wroblewski gegründet, nach dem ersten Monat wechselte Wiwczarek an die Gitarre. Nach mehreren Besetzungswechseln gab die Band 1985 erste Konzerte in ihrem Heimatort Olsztyn und trat in einer Sendung eines örtlichen Radiosenders auf, wo drei Stücke aufgenommen wurden; diese wurden Jahre später, laut der Band fälschlicherweise, als deren Demoaufnahme verbreitet. Der Auftritt beim Metalmania-Festival 1986 vor etwa 5000 Zuschauern wird von der Band als erster großer Schritt und erster überregionaler Erfolg angesehen. Nach diesem Auftritt wurde sie zu einigen landesweit ausgestrahlten Radiosendungen und Konzerten eingeladen. Vika verließ die Band, um mit Raxas weniger aggressiven Metal zu spielen. Die verbliebene Besetzung nahm Ende 1986 ein in der Aula der heutigen Universität Ermland-Masuren gehaltenes Konzert auf, das 1988 mit zwei Bonustiteln als Demoaufnahme mit dem Titel Live in Decay veröffentlicht wurde; diese wird von der Band als erste offizielle Veröffentlichung angesehen. 1988 verließ Czarny die Band, da er heiratete und Polen verließ. Wiwczarek übernahm den Gesang, und nachdem Jacho die Band wegen seines Polizeidienstes verlassen hatte, wurde dieser durch den Schlagzeuger Docent von der Hardcore-Band Slashing Death ersetzt. Einige Monate später verließ auch Rob die Band.
Im Frühling 1989 spielten Wiwczarek und Docent bei einem Radiosender in Olsztyn die erste offizielle Vier-Spur-Demoaufnahme Necrolust ein, die international verbreitet wurde. Zu dieser Zeit kam Vader auch mit anderen extremen Bands aus dem internationalen Untergrund in Kontakt und rekrutierte den Bassisten Jackie (Ex-Evil Death). Außerdem lernte die Band ihren Freund und Manager Mariusz Kmiolek kennen. Diese Kooperation führte zur Aufnahme von Morbid Reich in einem Studio in Olsztyn. Die Kassette, auf deren Cover erstmals das Logo der Band zu sehen war, wurde 1990 von der neu gegründeten Plattenfirma Carnage Records aus Warschau veröffentlicht und von der Band als erster internationaler Erfolg gewertet. Innerhalb der ersten Jahre nach ihrer Veröffentlichung wurden etwa 4000 Exemplare der Kassette abgesetzt, womit sie laut Vader zur meistverkauften Demoaufnahme der Geschichte wurde. Die Band erweckte das Interesse von Earache Records und unterschrieb dort einen Plattenvertrag für ihr Debütalbum. Außerdem wurde sie zu einer ersten Auslandstournee in der Sowjetunion eingeladen, wo sie von 1990 bis 1991 drei Konzerte gab.
Im Sommer 1992 nahm die Band ihr Debütalbum The Ultimate Incantation im Rhythm-Studio in England mit dem Produzenten Paul Johnson auf, nachdem die Aufnahmen in Tomas Skogsbergs Sunlight-Studios in Stockholm im Frühling 1992 erfolglos gewesen waren; diese werden inoffiziell als „schwedische Version“ des Albums verbreitet. Mit der Hilfe von Earache Records konnte Vader erste Konzerte im Westen geben und ging auf eine Tournee mit Bolt Thrower und Grave durch Europa und eine mit Deicide und Suffocation durch die Vereinigten Staaten. Außerdem ging die Band auf ihre erste größere Tournee durch Polen im Vorprogramm der damals sehr populären Band Proletariat; einer dieser Auftritte wurde aufgezeichnet und von Baron Records unter dem Titel The Darkest Age – Live ‘93 aufgenommen. Zu dieser Zeit kam auch China als zweiter Gitarrist zur Band. Diese nahm mit der Unterstützung von MTV Großbritannien ihr erstes Musikvideo zu Dark Age auf.
Im März 1994 wurde die EP Sothis im Modern Sound Studio in Gdynia aufgenommen, die über Baron Records erschien; Bassist Jackie war zuvor durch Shambo ersetzt worden. Zur Promotion des Albums ging die Band mit Malevolent Creation auf zwei Europatourneen. Nach dem Ende der Zusammenarbeit mit Earache Records wurde ein Vertrag mit Impact/System Shock unterzeichnet. Anfang 1995 begann Vader mit der Arbeit am zweiten Album De Profundis, das erneut im Modern Sound Studio mit den Produzenten Adam Toczko und Tomek Bonarowski aufgenommen wurde; das Album erschien in Polen über Croon Records, in Europa über Impact/System Shock und den in USA über Conquest Records. Die Band ging mit Cannibal Corpse und Immolation in Europa und im Vorprogramm von Monstrosity und Broken Hope in den USA auf Tournee, dazu kam eine eigene Tournee in Polen mit Proletariat, Sweet Noise und Testor. Außerdem erschien ein Video zu Incarnation vom Marlboro Festival in Polen. In den Jahren 1995 und 1996 gab die Band rund 250 weitere Konzerte.

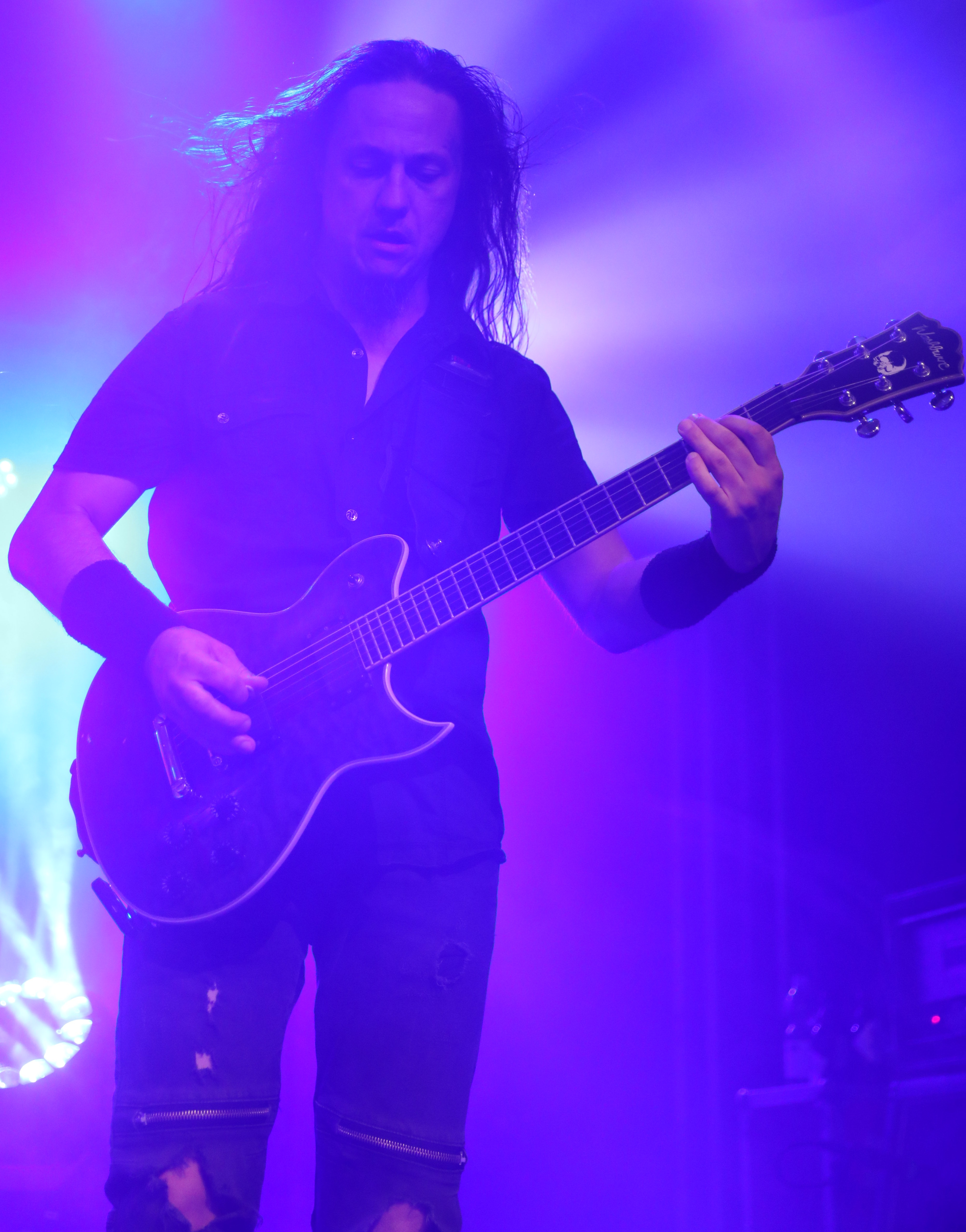
„Mauser“ bei einem Gastauftritt zum 40-jährigen Bühnenjubiläum 2023 in Berlin

Vader wechselte 1996 das Studio; im SELANI-Studio in ihrem Heimatort Olsztyn entstanden die drei folgenden Veröffentlichungen: das Album Future of the Past, das ausschließlich Coverversionen enthielt, das ein Jahr später erschienene Album Black to the Blind und 1998 die EP Kingdom. 1997 stieg China aus, der mit der Geschwindigkeit und Intensität der Arbeit an Vader nicht umgehen konnte; er wurde durch Mauser von Dies Irae und Christ Agony ersetzt, der erstmals im Booklet von „Black to the Blind“ als neues Mitglied aufgeführt wurde und seinen Einstand als Mitmusiker auf den neuen Liedern der „Kingdom“-EP gab. Die Band ging außerdem mit Morbid Angel auf Europatournee und nahm bei ihrem ersten Japanaufenthalt Live in Japan auf und unterschrieb einen Vertrag mit Marquee/Avalon als Vaders Vertreter in Asien; infolgedessen erschienen Live in Japan und die drei folgenden Alben in Japan. Zu dieser Zeit erschien auch Vaders erstes Konzertvideo Vision and Voice auf VHS (später neu gemastert und erweitert als DVD More Vision and Voice wiederveröffentlicht) und ein Musikvideo zu Kingdom. Ende 1998 beendete Vader die Kooperation mit Impact/System Shock und unterschrieb bei Metal Blade Records.
Das vierte Album der Band, Litany, wurde im Dezember 1999 im Studio RED in Gdańsk, erneut mit dem Produzenten Adam Toczko, aufgenommen. In diesem Jahr begannen auch die Probleme mit Doc, hauptsächlich mit seiner Drogenabhängigkeit, was zu seiner Suspension und einem Aufenthalt in einer Rehabilitationseinrichtung führte. Zabek von Yattering ersetzte ihn bei Konzerten wie beispielsweise der Europatournee mit Six Feet Under und Nile. Litany erschien im Frühling 2000 über Metal Blade Records, zur Promotion des Albums gab die Band in den nächsten zwei Jahren mehr als 250 Auftritte, darunter die Europatourneen mit Deicide und Immortal beziehungsweise mit Vital Remains, mit Gorguts und Cryptopsy, mit Dying Fetus und Deeds of Flesh, eine erste eigene US-Tournee, und eine erneute Tournee durch Japan, und Festivals in Polen und dem übrigen Europa. Zur Promotion wurde ein Video zu Cold Demons gedreht. In der Zwischenzeit entstand im RED Studio die 2001 über Metal Blade Records veröffentlichte EP Reign Forever World, die letzte Veröffentlichung mit Shambo am Bass.
Simon von Hunter wurde Vaders neuer Bassist. Im Frühling 2002 begann Vader dann mit der Arbeit am nächsten Album; dieses entstand im RED Studio mit dem Produzenten Piotr Lukaszewski und erschien unter dem Titel Revelations. Zur Promotion des Albums trat die Band auf vier Kontinenten und zahlreichen Festivals auf; in Polen veranstaltete Vader erstmals die Blitzkrieg-Tournee zusammen mit Decapitated, Frontside und Vesania, diese Tourneen gingen auch mit der jeweiligen Promotion der drei folgenden Alben einher, wobei die dritte auch das übrige Europa betraf. Außerdem entstanden ein Video zu Epitaph und die EP Blood. Kurz vor dessen Veröffentlichung wurde Simon durch Novy von Behemoth und Devylin ersetzt.
Anfang 2004 erlitt Doc kurz vor dem Beginn der Aufnahmen zum folgenden Album einen Unfall, weshalb die Aufnahmen verschoben wurden und im Juni im Radio Gdańsk Studio stattfanden. Wegen Docs Rückfall suchte die Band nach einem neuen Schlagzeuger und rekrutierte Daray von Vesania, der auf The Beast erstmals zu hören ist. Das Album erschien Ende September 2004 über Metal Blade Records und in Polen über Metal Mind Productions; die Sonderedition enthält außerdem eine Bonus-CD mit einem Studiobericht und Videos zu Dark Transmission und Choices. Zur Promotion gab die Band mehr als 200 Konzerte weltweit, einschließlich erster Auftritte in anderen osteuropäischen Staaten und dem Balkan. Außerdem eröffnete die Band im Chorzow-Stadion für Metallica und veröffentlichte die Konzert-DVD Night of the Apocalypse. Ende 2004 erlitt Peter eine Rückgratverletzung während der Tournee in Skandinavien, weshalb die US-Tournee mit Cannibal Corpse und Napalm Death nicht stattfand.
Im März 2005 trennte sich die Band endgültig von Doc wegen seiner Drogenprobleme; Daray wurde vollständiges Mitglied von Vader. Außerdem wechselte die Band zu Regain Records aus Schweden. In der neuen Besetzung spielte die Band unter anderem in Südamerika, Großbritannien und mit Kreator in den USA. Im Sommer nahm die Band im Studio Hertz in Bialystok die EP The Art of War auf, die 4 beziehungsweise in der japanischen Version 5 Titel enthält und laut Vaders Biographie ein neues Kapitel in der Geschichte der Band darstellt. Außerdem änderte sich Vaders Schriftzug, und es wurde ein Video zu This Is the War aufgenommen, das sich am Stil von Videospielanimationen orientiert. Am 19. August 2005 verstarb Doc im Alter von 35 Jahren, er wurde am 24. August 2005 in Korsze beigesetzt. The Art of War wurde ihm gewidmet. Kurz vor dem Erscheinen im November 2005 ging die Band auf eine weitere, VADER went on another Blitzkrieg-Tournee in Europa und eine US-Tournee.
Die ersten Monate des Jahres 2006 wurden in Vorbereitungen für das Album Impressions in Blood investiert, das im Mai aufgenommen und im September veröffentlicht wurde. In der Zwischenzeit spielte Vader auf größeren Festivals und leitete die Metal-Crusaders-Tournee durch die USA mit Destruction und Kataklysm. Außerdem entstand ein Video zu Helleluyah: God Is Dead. Mit der Veröffentlichung des Albums begann die vierte Blitzkrieg-Tournee mit 90 Auftritten unter anderem mit God Dethroned, Severe Torture und Nightrage.

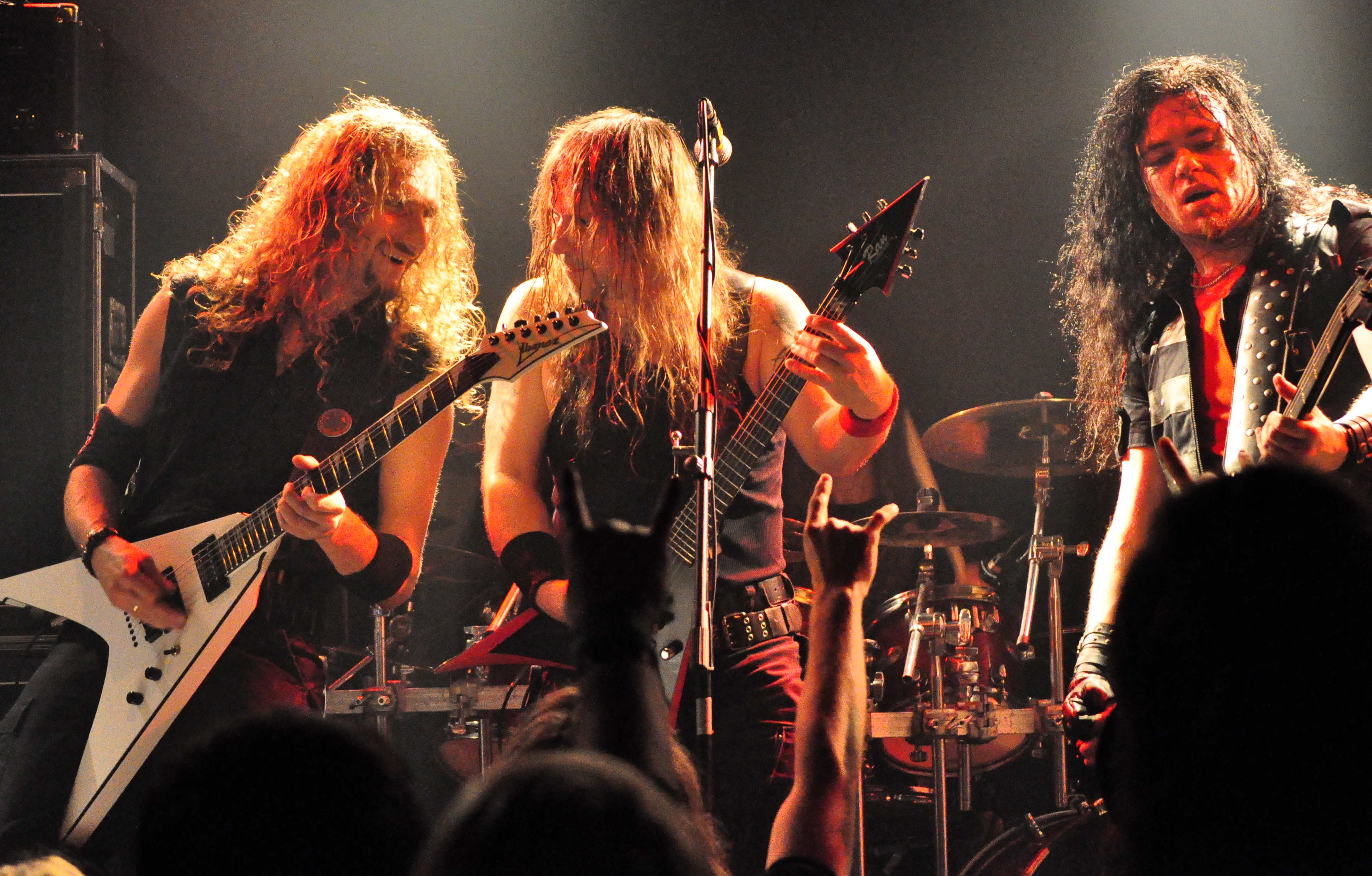
Vader auf der The Sign of Hell Tour 2011 in Rostock

2007 begann mit der Fortführung der Tournee; Vader trat in Japan mit Brutal Truth und Cryptopsy auf, gab 30 Auftritte auf Festivals in Europa, tourte im Osten mit Krisiun, Rotting Christ und Incantation und ging auf Tournee durch Skandinavien. Ein Konzert im Stodola in Warschau wurde aufgenommen und über Metal Mind Productions als DVD And Blood Was Shed in Warsaw veröffentlicht. Im Herbst nahm die Band im Studio Hertz mit den Wieslawscy-Brüdern Material zu ihrem 25-jährigen Bestehen auf, das in einem Doppelalbum mit Neuaufnahmen von 25 der wichtigsten Vader-Stücke resultierte. Außerdem nahm die Band Sword of the Witcher für das Videospiel The Witcher von CD Projekt auf. Im August wurden Vaders MySpace- und YouTube-Konten eingerichtet. Im März 2008 erschien das Doppelalbum unter dem Titel XXV, die Sonderedition enthielt außerdem eine DVD mit 15 Musikvideos. Zu dieser Zeit begann auch die Tournee zu Vaders 25-jährigem Bestehen unter anderem mit BDM, Cryptopsy und Aborted. Für die Auftritte auf amerikanischen Festivals wurde Novy von Martin von Decapitated ersetzt. Nach der Rückkehr nach Polen kam Reyash von Incantation und Christ Agony als Bassist zur Band. Im August 2008 verließ Mauser die Band, da er wegen seines eigenen Projekts UnSun nicht mehr die Zeit für Vader aufbringen konnte, und Daray wechselte zur norwegischen Dark-Metal-Band Dimmu Borgir, wovon er schon vor seinem Einstieg bei Vader geträumt hatte. Er verabschiedete sich jedoch nicht von Wiwczarek und Vader, sondern „schob […] angebliche Meinungsverschiedenheiten in der Band vor“. Wiwczarek erfuhr erst später aus dem Internet von Darays Wechsel zu Dimmu Borgir und erst kurz vor dem Jubiläumskonzert zum 25-jährigen Bestehen der Band, dass seine gesamte Besetzung aussteigen würde. Um die Atmosphäre nicht zu beeinträchtigen, wurden die Fans vor dem Auftritt nicht darüber informiert. Einen Monat später ging die Band in neuer Besetzung auf eine zweiwöchige Tournee durch Skandinavien und die baltischen Staaten; Mauser war durch Wacek „Vogg“ Kieltyka von Decapitated ersetzt worden, und Daray durch Pawel „Paul“ Jaroszewicz von Hellborn und Crionix. Im Dezember begann die Band mit den Vorbereitungen für das Album Necropolis, das für den September des folgenden Jahres angekündigt wurde. Im Studio Hertz entstanden vier neue Stücke, von denen zwei (Rise of the Undead und Impure) im Februar und März 2009 auf Vaders offiziellen Seiten veröffentlicht wurden. 2009 begann mit einer Europatournee mit Deicide und Samael im Januar. Ende März wurden im Studio Hertz Stücke für Necropolis aufgenommen. Im April verließ Vader Regain Records und unterschrieb bei Nuclear Blast, im gleichen Monat gab die Band mehrere Konzerte in Polen. Geplant wurden außerdem Auftritte bei Festivals im Sommer und eine Tournee Ende August zur Promotion des angekündigten Albums.
2010 begann mit einer zweiwöchigen Tournee durch Südeuropa zusammen mit Marduk und dem neuen Vader-Gitarristen Marek „Spider“ Pająk von Esqarial. In dieser Besetzung folgte außerdem eine Tournee im Februar und März durch Großbritannien, Irland, Skandinavien und die Benelux-Staaten. Im April ging die Band mit dem Gastgitarristen Marco Martell von Against the Plague auf die KillFest-Tournee im Vorprogramm von Overkill. Im März wurde Reyash durch Hal von Dead Infection, Hermh und Abused Majesty Halicki ersetzt, der bereits auf dem Best-of-Album XXV für das Terrorizer-Cover Fear of Napalm den Bass beigesteuert hatte. Im Mai ging Vader auf eine zweiwöchige Europatournee mit Deicide und Marduk und danach auf eine Tournee durch Osteuropa. Die erste Hälfte des Jahres 2011 bereitete die Band im Studio Hertz in Bialystok das Album Welcome to the Morbid Reich vor. In den Studioberichten, die auf der Homepage von Vader regelmäßig veröffentlicht wurden, ist zu erkennen, dass Marek „Spider“ Pająk ebenfalls massiv am Songwriting beteiligt war. Eine weitere Neuheit sind mit dem Pitch-Shifter bearbeitete Growls. Im Juli wurde das Lied Come and See My Sacrifice als Gratis-Download veröffentlicht. Zwischen den Aufnahmen und der Veröffentlichung des Albums ging die Band auf Tournee. Nach den Aufnahmen zum neuen Album und einer anschließenden Tour verließ Schlagzeuger Pawel „Paul“ Jaroszewicz die Band aus familiären Gründen. Ein neuer Schlagzeuger konnte schnell in dem 21-jährigen Engländer James Stewart von Divine Chaos gefunden werden. Er soll ab August 2011 hinter dem Schlagzeug sitzen und wird auch auf dem neuen Album Tibi Et Igni, das am 30. Mai 2014 erscheinen wird, zu hören sein. In derselben Besetzung veröffentlichte die Band am 14. Dezember 2015, also anderthalb Jahre nach Tibi Et Igni, mit Future of the Past II – Hell in the East ein weiteres Album, das ausschließlich aus Coverversionen bestand. In Bezug auf den Namen finden sich hier ausschließlich Lieder von osteuropäischen Bands, darunter auch Krabathor, wieder (einige gecoverte Gruppen auf dem Album sind deshalb nicht zu verwechseln mit bekannteren Bands gleichen Namens wie Thanatos, Merciless Death, Slaughter oder Ghost B.C). Am 4. November 2016 folgte das 16. Studioalbum (und das insgesamt 11. mit ausschließlich neuen Liedern) The Empire. Nachdem eine Wiederveröffentlichung des Debütalbums durch rechtliche Schwierigkeiten mit Earache Records fehlschlug, erschien im Dezember 2017, passend zum 25-jährigen Jubiläum von The Ultimate Incantation, das Album Dark Age, das alle Lieder der Platte als Neuaufnahmen enthielt.

Besetzung im Jahr 2023
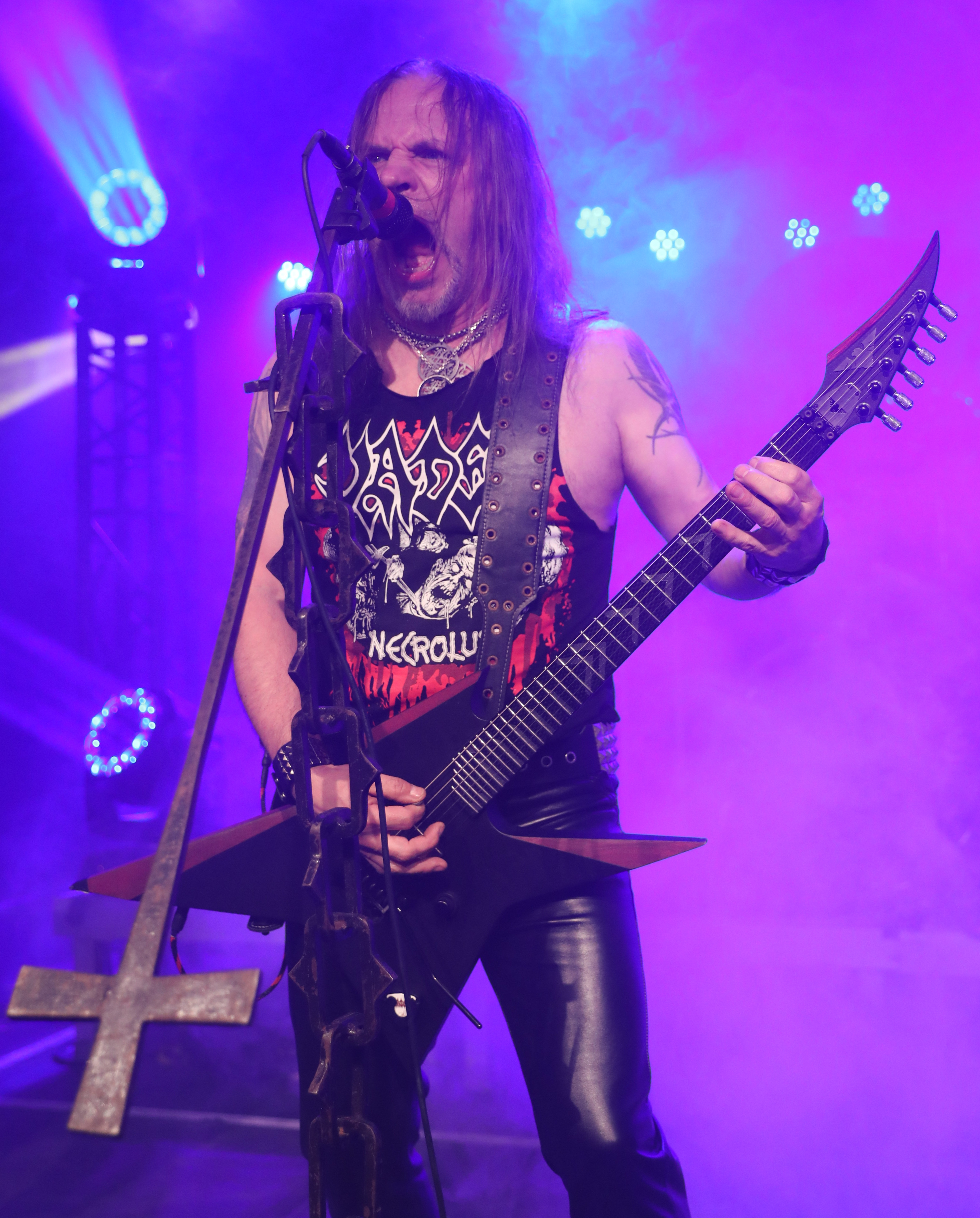
Piotr Wiwczarek im ORWOhaus
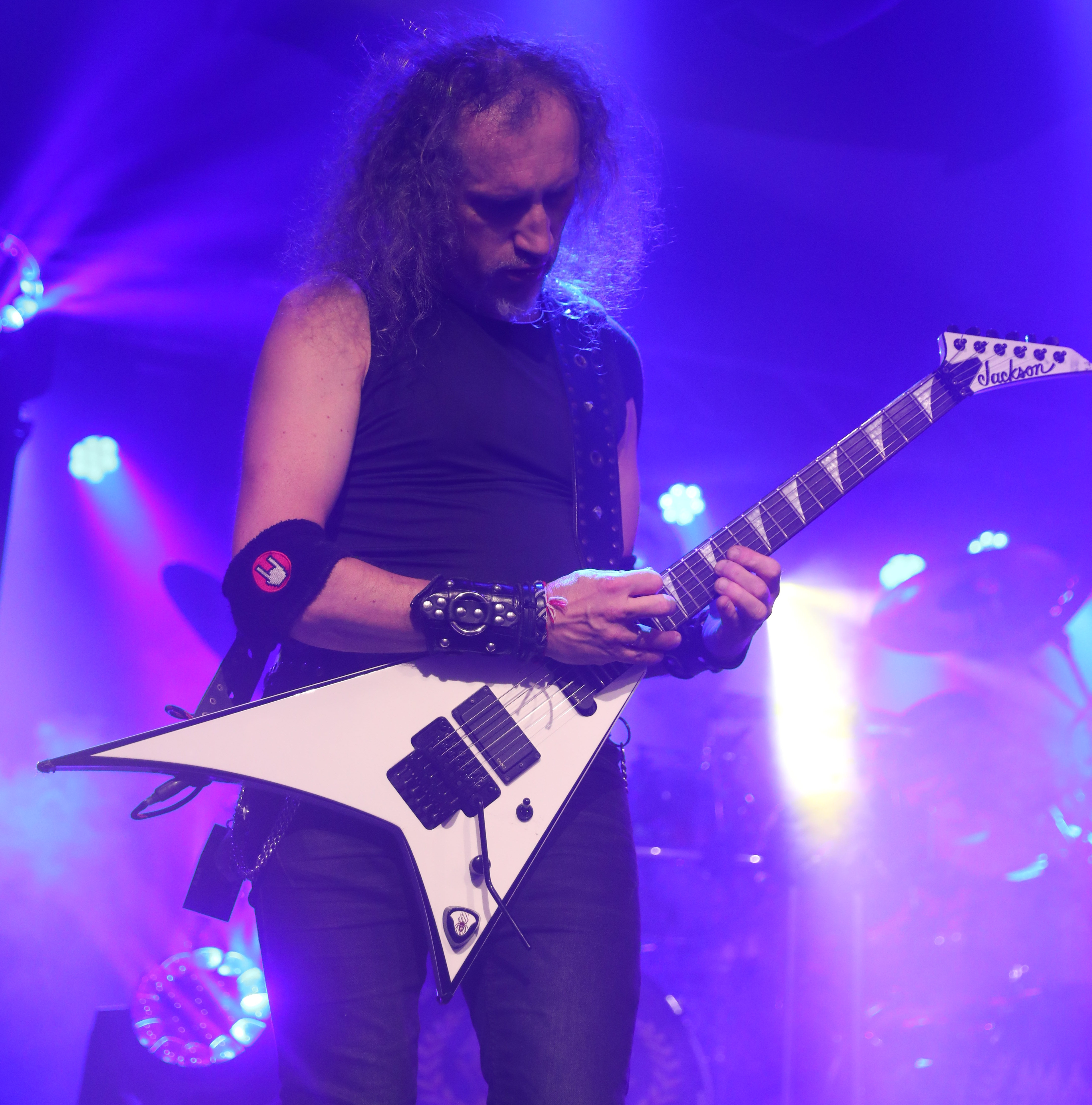
Marek Pająk ebendort
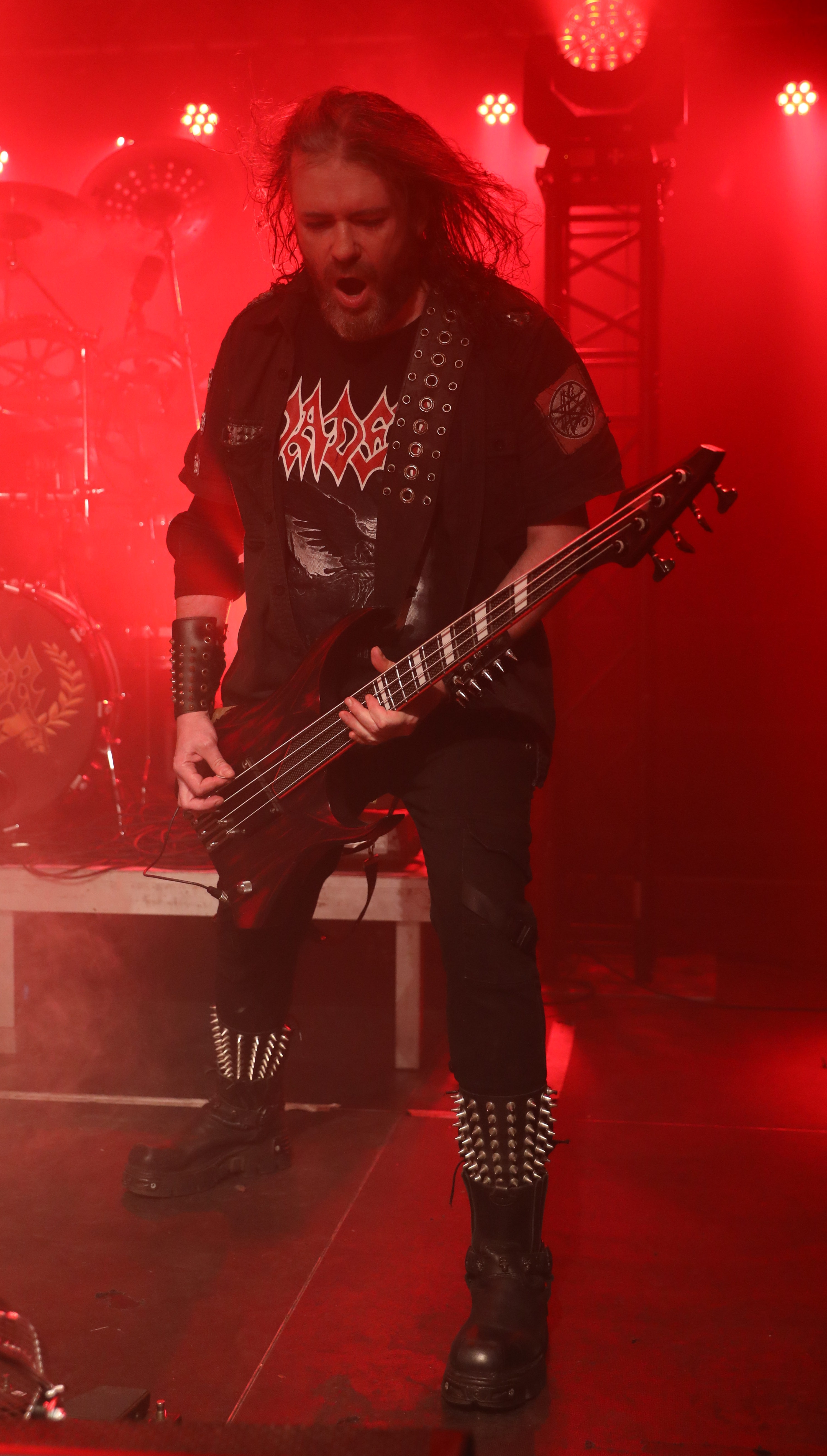
Tomasz Halicki ebendort
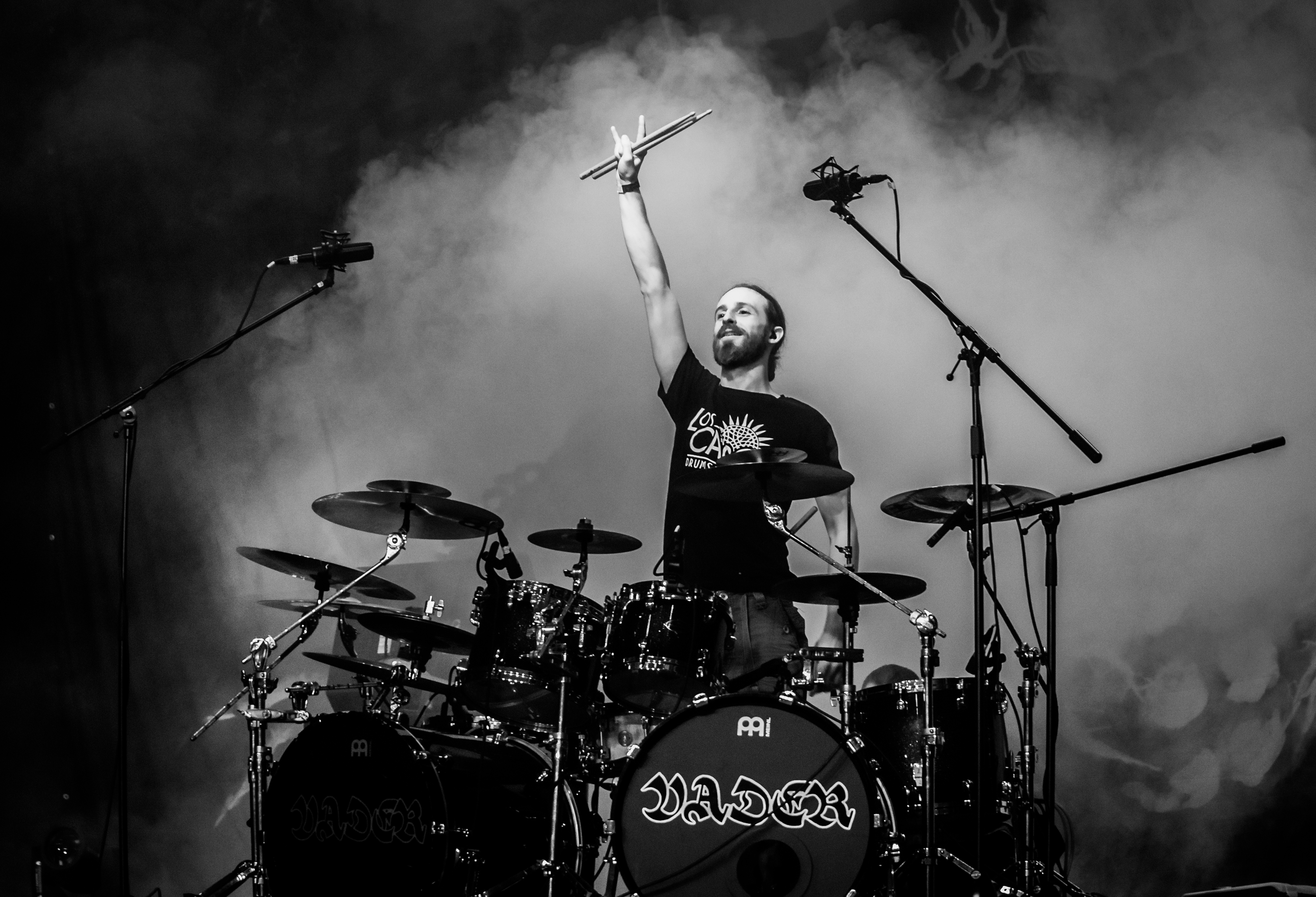
James Stewart beim Wacken Open Air 2016

## Musikstil und Texte
In Vaders Musik lassen sich Thrash-Metal-Elemente finden, entsprechend wurde beispielsweise De Profundis als „perfekte Mixtur aus Slayer und Morbid Angel“ beschrieben. Ihre Texte selbst behandeln Themen wie Religion, die Vanitas, den Krieg und oftmals auch die Werke des amerikanischen Schriftstellers Howard Phillips Lovecraft oder auch Friedrich Nietzsche.

## Trivia
- Obwohl bei allen Veröffentlichungen immer die jeweiligen Bassisten, die zu dem Zeitpunkt Mitglied der Band waren, aufgeführt wurden, hat die Bassspuren bei dem Studio-Material fast immer Peter eingespielt – was u. a. auf den geringeren Arbeitsaufwand zurückzuführen ist. Eine Ausnahme stellt neben der unter Live-Bedingungen aufgenommenen Live-In-Decay-Demo lediglich das Album XXV dar, auf dem Novy bei einigen Liedern den Bass aufgenommen hat (obwohl er in den Making-of-Videos zu The Beast ebenfalls am Bass zu sehen war). Bei Welcome to the Morbid Reich wiederum teilte sich Peter mit Gitarrist Spider, der bei dem Album maßgeblich am Songwriting beteiligt war, die Bassspuren. Dadurch sind sämtliche Bassisten, die in der Band spielten, nur auf den Live-Veröffentlichungen zu hören – das aber kontinuierlich, und selbst Simon, der nur ein Jahr in der Band spielte, ist auf der DVD Night of the Apocalypse dokumentiert.

- Obwohl Spider erst 2010, nach dem Ausstieg von Vogg, der sich wieder stärker auf Decapitated konzentrieren wollte, zu Vader hinzugestoßen ist, war er bereits 2009 auf Necropolis zu hören, wo er bei vier Liedern Gitarrensoli beisteuerte. Davor hatte er mit Peter für das Projekt Panzer X zusammengearbeitet, welches 2006 die EP Steel Fist veröffentlichte.

- Hal wiederum war erstmals auf dem Album XXV in dem Lied „Fear of Napalm“ als Gastbassist zu hören und ist auch fester Gitarrist der Band Evil Machine, die mit dem Onslaught-Cover Onslaught (Power from Hell) ein Lied mit Peter am Gesang aufgenommen hat.

- Gemeinsame Studioaufnahmen von der 2008–2010 aktiven Live-Besetzung mit Vogg an der zweiten Gitarre und Reyash am Bass existieren nicht, allerdings sind drei Viertel der damaligen Besetzung auf dem Rammstein-Cover Moskau durch die Band Crionics zu hören, auf der Peter sich mit dem damaligen Frontmann Quazarre den Gesang teilt, Paul Schlagzeug spielt und Vogg das Akkordeon übernimmt.

- Auch mit Voggs Bruder Vitek (der bis zu seinem Unfalltod ebenfalls bei Decapitated spielte) arbeitete Peter in dem Projekt Panzer X zusammen.

- Zählt man zu den Studio-/Livealben und EPs (die z. T. genauso lang sind wie ein reguläres Studioalbum) auch die drei Demo-Alben, sowie die beiden Platten mit Coversongs und das Jubiläumsalbum XXV, sowie Dark Age mit den Neuaufnahmen hinzu, kommt die Band auf einen bisherigen Output von 26 Alben. Das macht sie – in Bezug auf Langspielplatten – neben Nunslaughter zu einer der produktivsten Death-Metal-Bands überhaupt.

## Diskografie

### Alben
- 1992: The Ultimate Incantation (wiederaufgelegt 2017 unter dem Titel Dark Age)
- 1994: Sothis
- 1995: De Profundis
- 1996: Future of the Past (Album mit Coverversionen)
- 1997: Black to the Blind
- 2000: Litany
- 2001: Reign Forever World
- 2002: Revelations
- 2004: The Beast
- 2006: Impressions in Blood
- 2009: Necropolis
- 2011: Welcome to the Morbid Reich
- 2014: Tibi et Igni
- 2015: Future of the Past II – Hell in the East (Album mit Coverversionen)
- 2016: The Empire
- 2017: Dark Age
- 2020: Solitude in Madness
- 2025: Humanihility

### Livealben und Kompilationen
- 1993: The Darkest Age (Live)
- 1998: Vision and Voice (VHS)
- 1998: Reborn in Chaos (Kompilation)
- 1998: Live in Japan
- 2002: More Vision and the Voice (DVD)
- 2004: Night of the Apocalypse (DVD)
- 2007: And Blood Was Shed in Warsaw (DVD)
- 2008: XXV (Kompilation)
- 2015: Before the Age of Chaos – Live 2015

### Demos und EPs
- 1986: Tyrani Piekieł (Demo)
- 1986: Live in Decay (Demo)
- 1989: Necrolust (Demo)
- 1990: Morbid Reich (Demo)
- 1998: Kingdom (EP)
- 2003: Blood (EP)
- 2005: The Art of War (EP)
- 2008: Lead Us (EP)
- 2008: The Upcoming Chaos (EP)
- 2009: Nile / Vader (7" Split)
- 2014: Go to Hell (7" EP)[12]
- 2016: Iron Times (EP)
- 2019: Thy Messenger (EP)

### Singles
- 1995: An Act of Darkness/I.F.Y.
- 1997: Carnal/Black to the Blind
- 2000: Xeper/North
- 2002: Angel of Death
- 2004: Beware the Beast
- 2009: We Are the Horde (iTunes)
- 2011: Come and See My Sacrifice (iTunes)

### Beiträge für Sampler
- 1996: Wyrocznia auf Czarne Zastêpy – Tribute to Kat
- 2001: Freezing Moon auf Originators of the Northern Darkness – A Tribute to Mayhem
- 2002: Immortal Rites auf Tyrants from the Abyss – Tribute to Morbid Angel
- 2004: Death Metal auf Seven Gates of Horror – Tribute to Possessed